# CF Oaxtepec
A Club de Fútbol Oaxtepec egy megszűnt mexikói labdarúgócsapat, amelynek otthona a Morelos állambeli Oaxtepec volt. Két szezont játszott az első osztályú bajnokságban is, de kimagasló eredményt nem ért el.

## Története
Az 1979-ben alapított klub a harmadosztályban indult, majd két évet a másodosztályú bajnokságban töltött, amit 1982-ben meg is nyert: a döntőben a Coras de Tepic csapatát győzték le két mérkőzésen 3–1-es összesítéssel. Az első osztályban két szezont játszottak, és bár a pályán elért eredményük alapján nem estek volna ki, de 1984-ben a csapat átköltözött Pueblába (helyette az Ángeles de Puebla jött létre, amit néhány év múlva felvásárolt a Santos Laguna), így a CF Oaxtepec megszűnt. Talán leghíresebb játékosuk a kapus Ricardo La Volpe volt.

## Bajnoki eredményei
A csapat első osztályú szereplése során az alábbi eredményeket érte el:
| Év        | Alapszakasz-helyezés | Eredmény a rájátszásban |
| --------- | -------------------- | ----------------------- |
| 1982–1983 | 16. hely             |                         |
| 1983–1984 | 15. hely             |                         |